# Francis Coffinet
Pour les articles homonymes, voir Coffinet.
Francis Coffinet, né le 15 février 1956 à Bar-sur-Seine, est un poète, plasticien et acteur français.

## Biographie
Acteur, Francis Coffinet, a suivi l’enseignement de Vera Gregh. Il dirige une collection poésie, "Les cahiers bleus" chez Unicité.

## Publications
- Le corps s’occulte, Brandes, 1982.
- Instants, Brandes, 1984.
- D’air et de boue, Les Cahiers bleus, 1985.
- La terre et la tempe, bilingue franco-bulgare, traduction par Nicolaï Kantchev, Les Cahiers bleus, 1992.
- L’argile des voyous, Le Mont Analogue, 1993.
- Une aiguille dans le cœur, Le Givre de l’éclair, 1996.
- Contre le front du temps, Le Mont Analogue, 1997.
- Marche sur le continent en veille, bilingue franco-roumain, traduction par Horia Badescu, Les Cahiers bleus, 1998.
- Je t’ai construit dans la promesse, bilingue franco-anglais, traduction par Patricia Nolan, Anagrammes, 1998.
- Les Armes du silence, Éditions L. Mauguin, 1999.
- Épreuves chamaniques, Alidades, 2006.
- Les Fleuves du sixième sens, Dumerchez, 2006.
- Je suis allé au soufre natif, Zurfluh/Cahiers Bleus, 2009.
- Les Ambassades du vide, L'Oreille du Loup, 2010.
- Je t'ai construit dans la promesse, réédition, Les Ambassades du vide, 2011.
- La nuit triangulaire, Alidades, 2014.
- Voyageurs des sept songes, Alidades, 2014.
- Je suis de la maison du songe, préface d'Alain Borer, éditions Unicité, 2020.

Livres d'artiste
- Une fleur sous l’acide, peintures de Jean-Pierre Thomas, 2000.
- En une seule nuit, La tiédeur des formes, La mystique du rossignol, Brocéliande, Quatre livrets numérotés manuscrits et peints par J.P. Thomas. Collection « Papillons », 2004.
- Ligne de vie en rhizome, avec quatre gravures de Thérèse Boucraut, 2005.
- Une grande résolution vibrée, La table des simples, Un champ de sel où tu te roules, avec J.P. Thomas. Collection "Les éventails Mallarmé", 2006.
- J’incise le défi, lithographies de Jérémy Chabaud.  Editions du Mauvais Pas, 2008.
- Aux effluves comme aux estuaires, peintures d'Ewa Wellesz-Carré, Transignum, 2010.
- J'ouvre les solitaires dans leur longueur, peintures originales de Gérard Serée. Atelier Gestes et Traces, 2011.
- Je lis ton histoire à travers la finesse de tes paupières/Leggo la tua storia attraverso la sottigliezza delle tue palpebre, avec Giusto Pilan, éditions Le Cinigie, Vicenza, 2012.
- Un requiem dans le viseur, avec Wanda Mihuléac, Transignum, 2012
- Perfusion d'obscur, avec des photographies de Mireille Pélindé Rian, 2014
- De quelques pratiques magiques sur les corps, éditions Entre Terre et Ciel, 2016
- La fleur me ralentit, avec des encres de Danielle Loisel, éditions Signum, 2018

Traductions
- Adaptation de Printemps et ashura de Kenji Miyazawa. Traduction du japonais par Françoise Lecœur, Fata Morgana, 1998.

## Filmographie

### Cinéma
- 1989 : Deux de Claude Zidi
- 1990 : Il gèle en enfer de Jean-Pierre Mocky - Le chasseur
- 1991 : L'Opération Corned-Beef de Jean-Marie Poiré - Georges Favart
- 1993 : Toxic Affair de Philomène Esposito
- 1994 : Trois Couleurs : Blanc de Krzysztof Kieslowski - L'employé de banque
- 1996 : Un samedi sur la Terre de Diane Bertrand - Huissier 1
- 1996 : Les Deux Papas et la Maman de Jean-Marc Longval et Smaïn
- 1997 : Francorusse de Alexis Miansarow
- 1997 : La Ballade de Titus de Vincent De Brus
- 1997 : Tonka de Jean-Hugues Anglade - Le juge
- 1999 : L'Ami du jardin de Jean-Louis Bouchaud - L'adjoint au maire
- 2000 : Merci pour le geste de Claude Faraldo  - Le commissaire
- 2000 : Quand on sera grand de Renaud Cohen
- 2000 : Les bûchers qu'on ignore de Vanessa Bertran et Diane Morel - Le portier - (court métrage) -
- 2001 : Les Jolies Choses de Gilles Paquet-Brenner - Réceptionniste
- 2004 : Albert est méchant de Hervé Palud - Le contrôleur
- 2006 : Mon cher voisin de Julien Eger - (court métrage) -
- 2006 : Jean-Philippe de Laurent Tuel - Missonnier
- 2007 : Les Vacances de Mr Bean, de Steve Bendelack - le croquemort
- 2009 : Banlieue 13 : Ultimatum de Patrick Alessandrin - Le comptable
- 2010 : Les Aventures extraordinaires d'Adèle Blanc-Sec de Luc Besson - Le docteur égyptien
- 2010 : Opération 118 318, sévices clients de Julien Baillargeon - Jacques Leandri
- 2010 : La Blonde aux seins nus de Manuel Pradal - Le journaliste
- 2010 : Les Mains baladeuses de Noémie Gillot - (court métrage) -
- 2014 : Le Dernier Noël de Harry Bozino - L'inspecteur du travail - (court métrage) -
- 2016 : La Papesse Jeanne de Jean Breschand - L'évêque affable
- 2016 : Entretien avec Jean Croque de Marc Charley et Pierre Sullice -
- 2018 : Tout le monde debout de Frank Dubosc - le Prêtre

### Télévision
- 1989 : Les Nuits révolutionnaires (TV Mini-Series)
- 1990 : Haute Tension - épisode : Les amants du lac (série TV)
- 1991 : Cas de divorce - épisode : Belfort contre Belfort de Gérard Espinasse (série TV) - Paul Belfort
- 1991-1993 : Maigret (série TV) - 2 épisodes : 
  - 1991 : épisode 1 : Maigret et la grande perche de Claude Goretta - Dambois
  - 1993 : épisode 7 : Maigret et les caves du Majestic de Claude Goretta - Désiré
- 1998 : Le rachat  de Pierre Boutron - Huissier maître Germond
- 1998-2013 : Le juge est une femme (TV Series)
- 2000 : Blague à part - épisode #2.4 : Au bal masqué - Le réparateur
- 2002 : L'Envolé, téléfilm de Philippe Venault
- 2006 : Fête de famille - épisode 3 : Quand on a tout pour être heureux - L'huissier
- 2006 : Avocats & associés - épisode : Plaisir fatal de Denis Malleval - Le juge Blanchard
- 2008 : Duval et Moretti (TV Series) - Drôle de justice - Le médecin légiste
- 2009 : Reporters - Episode #2.4 - Concierge club privé
- 2009 : Au siècle de Maupassant : Contes et nouvelles du XIXème siècle - épisode : Claude Gueux de Olivier Schatzky -  L'homme élégant
- 2009 : Ce jour-là, tout a changé - épisode 2 : L'évasion de Louis XVI d'Arnaud Sélignac - Bailly
- 2010 : Notre Dame des barjots, téléfilm de Arnaud Sélignac - Proviseur
- 2012 : Profilage - épisode : Le plus beau jour de sa vie de Alexandre Laurent - Professeur Leroy
- 2013 : Blessures invisibles: 1ère partie  de Éric Le Roux - Médecin légiste
- 2016 : Chefs - saison 2 - Le sénateur